# Şerif Gören
Şerif Gören (ur. 14 października 1944 w Ksanti, zm. 8 grudnia 2024 w Stambule) – turecki reżyser, scenarzysta i montażysta filmowy. Autor niemal pięćdziesięciu filmów fabularnych i telewizyjnych.
Karierę w branży filmowej rozpoczął jako montażysta, a następnie asystent reżysera Yılmaza Güneya. Po aresztowaniu i uwięzieniu Güneya, Gören zajął się reżyserowaniem jego scenariuszy. W ten sposób powstał Niepokój (1974), a następnie nagrodzona Złotą Palmą na 35. MFF w Cannes Droga (1982).
W latach 1979–1980 piastował funkcję prezesa tureckiego Stowarzyszenia Reżyserów Filmowych, co sprawiło, że aresztowano go wkrótce po puczu wojskowym w 1980.
Zmarł 8 grudnia 2024, w stambulskim szpitalu – w następstwie upadku ze schodów, którego doznał we własnym domu 22 listopada.